# Йонсандэ
«Йонсандэ» (кор. 영산대역 — Университет Йонсан) — эстакадная станция Пусанского метро на Четвёртой линии; одна из пяти эстакадных станций на Четвёртой линии. Она представлена одной островной платформой. Станция обслуживается Пусанской транспортной корпорацией. Расположена в квартале Пансон-дон (698-4 Bansong 1(il)-dong) административного района Хэундэгу города Пусан (Республика Корея). На станции установлены платформенные раздвижные двери.  
Станция была открыта 30 марта 2011 года.
Открытие станции было совмещено с открытием всей Четвёртой линии, длиной 10,8 км, и ещё 13 станций.
Поблизости расположен частный университет Йонсан.